# Ron van Clief
Ron van Clief (Brooklyn, 25 de janeiro de 1943) é um ator, lutador de vale-tudo e instrutor de artes marciais.
Van Clief é conhecido no Brasil por conta de sua luta contra o Royce Gracie no UFC 4 (à época, o UFC ainda era um evento de vale-tudo). Esta foi sua única luta no MMA, mas que lhe rendeu dois recordes que perduram até os dias de hoje:
1- Atleta mais velho a lutar no UFC - 51 anos.

2- Maior diferença de idade entre os lutadores - 24 anos de diferença.
Em 2002, ele foi eleito o instrutor de artes marciais do ano pela revista Black Belt Magazine.

## Conquistas
- 5 vezes campeão mundial de karate/kungfu
- 15 vezes campeão da "All American Karate Championship", sendo a última com 60 anos.

## Cartel no MMA
| Cartel no MMA   |           |           |
| 1 luta          | 0 vitória | 1 derrota |
| Por nocaute     | 0         | 0         |
| Por finalização | 0         | 1         |
| Por decisão     | 0         | 0         |

| Res.    | Cartel | Oponente     | Método                 | Evento | Data                   | Round | Tempo | Local                           | Notas |
| ------- | ------ | ------------ | ---------------------- | ------ | ---------------------- | ----- | ----- | ------------------------------- | ----- |
| Derrota | 0-1    | Royce Gracie | Submission (mata-leão) | UFC 4  | 16 de dezembro de 1994 | 1     | 3:49  | Tulsa, Oklahoma, Estados Unidos |       |

## Livros publicados
- 1981 - Manual of The Martial Arts
- 1984 - Ron van Clief White Belt Guide Book
- 1984 - Ron van Clief Green and Purple Belt Guide Book
- 1995 - The Black Heroes of The Martial Arts
- 2012 - The Hanged Man: The Story of Ron van Clief